# خط سيغفريد

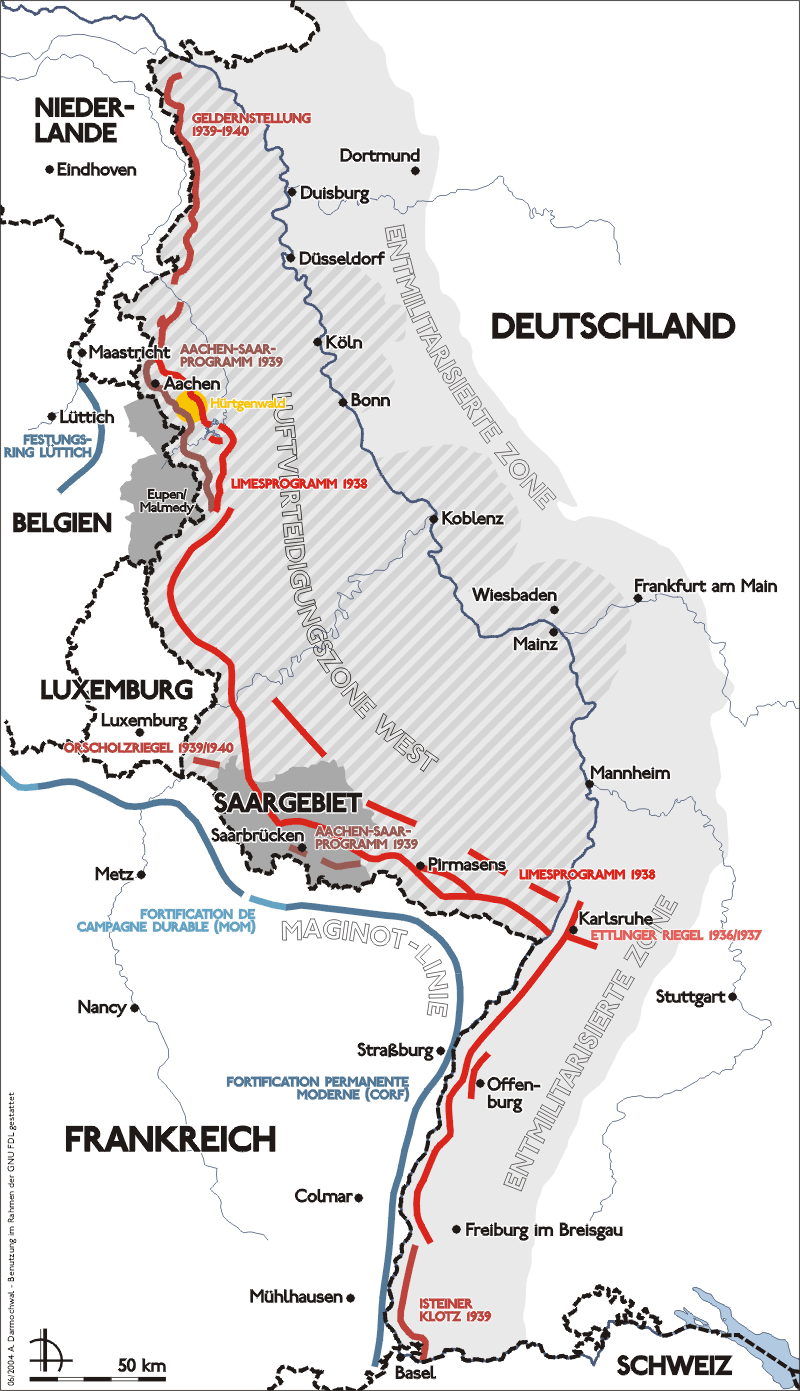
خط سيغفريد

خط سيغفريد (بالإنكليزية: Siegfried Line) خط دفاعي مجهز بالتحصينات والمدافع والدبابات والملاجئ الحصينة. أنشأه الألمان كجزء من خط هيندنبيرغ بين عامي 1916 و1917 في الحرب العالمية الأولى يبلغ طوله 630 كم. ليكون خطا دفاعيا يحمي حدودهم الغربية. التي تمتد من الحدود السويسرية في الجنوب حتى مدينة كليف الألمانية في الشمال. وليواجه من الجنوب خط ماجينو الفرنسي. وقد أعيد إنشاؤه وتجهيزه عام 1930 لاستخدامه في الحرب العالمية الثانية مقابل خط ماجينو الفرنسي. الألمان انفسهم كانوا يطلقون عليه اسم الجدار الغربي.
حدثت حوله أهم معركتين قبل سقوط ألمانيا وهما مَعْرَكة غَابَة هورَتِغن ومعركة الثغرة.
يتألف من مئات المعاقل والدشم مقامه خلف عوائق طبيعية أو نتوءات من الخرسانة المسلحة أطلق عليها اسم «أسنان التنين» نجحت قوات الحلفاء في اختراقه في أواخر 1944 وأوائل 1945.

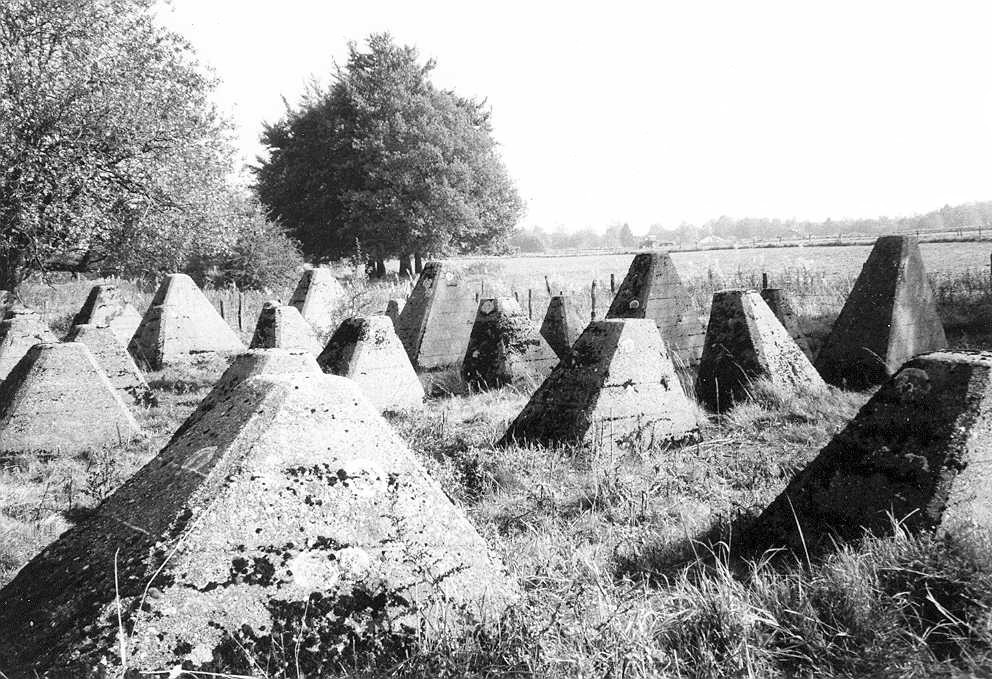
أسنان التنين

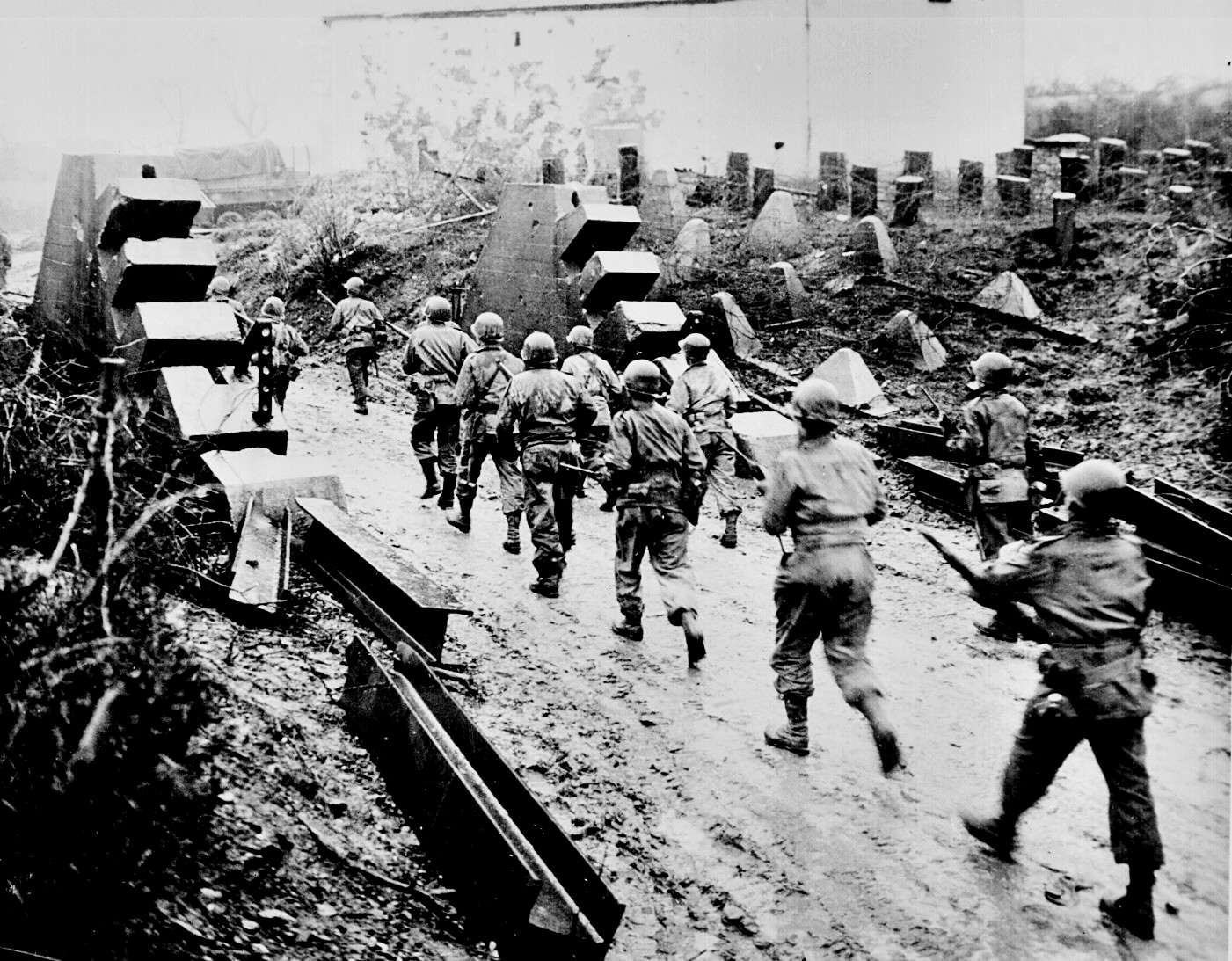
القوات الأمريكية تخترق خط سيغفريد

## مقالات ذات صلة
- قائمة الجدران